# Песчанка (Двуречанский район)
Песчанка (укр. Піщанка) — село,
Песковский сельский совет,
Двуречанский район,
Харьковская область, Украина.
Код КОАТУУ — 6321884502. Население по переписи 2001 года составляет 92 (43/49 м/ж) человека.

## Географическое положение
Село Песчанка находится на правом берегу пересыхающей реки Чернявка, на расстоянии в 1 км от границы с Россией, село вытянуто вдоль русла на 3 км, ниже по течению примыкает к селу Привет (Россия).
В 5-и км находится железнодорожная станция Тополи
и, примерно, в 4-5 км железнодорожная станция Соловей (Белгородская область).

## Происхождение названия
На территории современной Украины имеются 6 населённых пунктов с названием Песчанка.
В окрестностях были различные слободы и сёла с названием Пески и Песчанка, например Пески Изюмские (в соседнем Изюмском уезде, место обретения Песчанской иконы Божией матери в 1754 году), Пески Двуречанские (в том же Купянском уезде), Пески Радьковские (в Купянском уезде), Песчанка (в Константиноградском уезде), Пески Валковские, Песочин (в Богодуховском уезде), Песочин (в Харьковском уезде), Пески Харьковские (предместье Харькова), Пески Змиевские (в Змиевском уезде).

## История
- 1725 — дата основания.

## Экономика
- В селе есть молочно-товарная ферма (разрушена).

## Объекты социальной сферы
- Школа (не работает).
- Клуб (не работает).
- Фельдшерско-акушерский пункт (не работает).

## Экология
- Рядом с селом проходит аммиакопровод.